# Championnat d'Europe de billard carambole à la bande
Le championnat d'Europe de  billard carambole à la bande est organisé par la Confédération européenne de billard.

## Règles
Le jeu de bande impose de toucher au moins une bande avant de caramboler la dernière bille pour que le point soit réussi[réf. incomplète].

## Palmarès

### Année par année

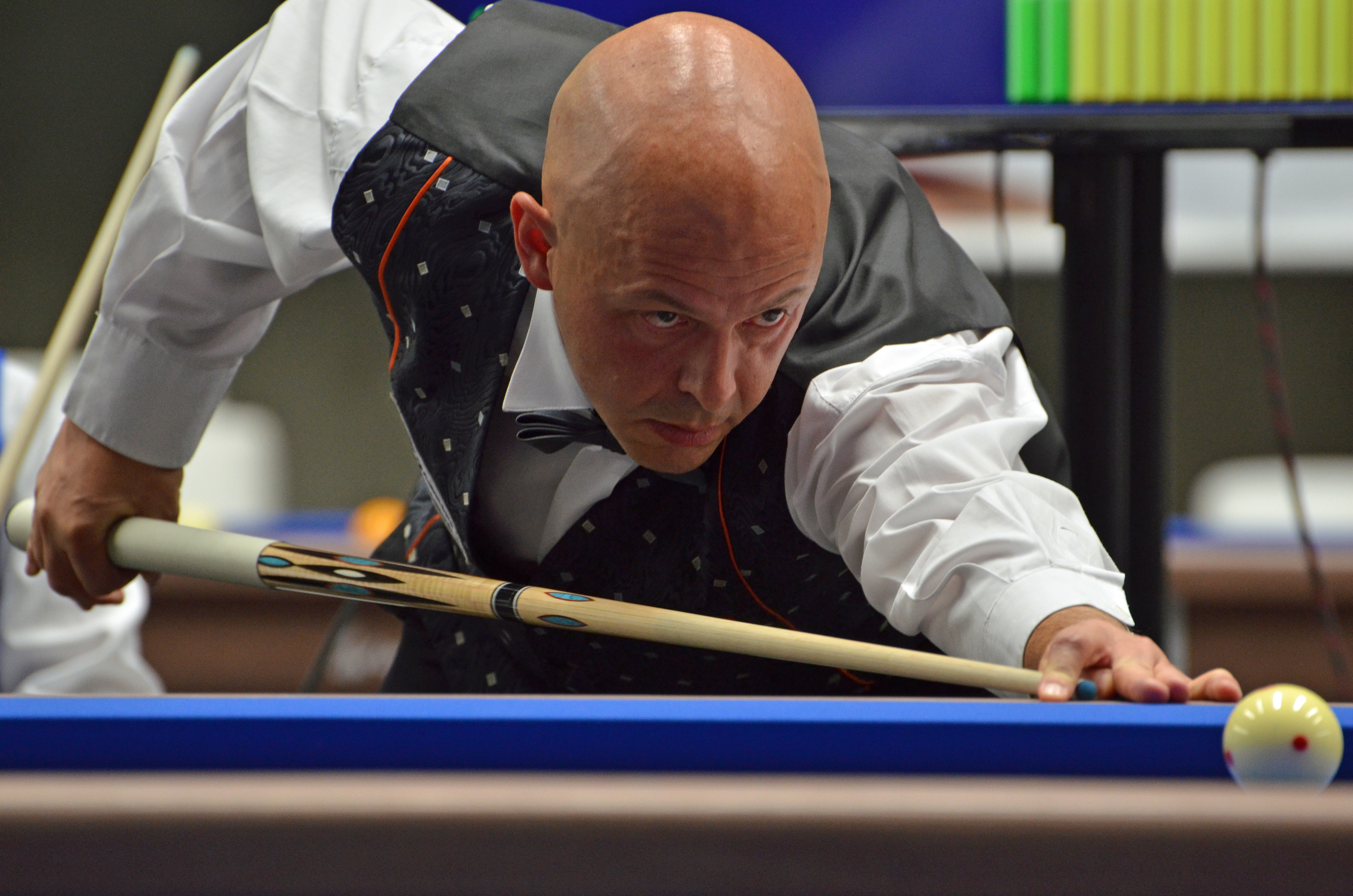
Jean Paul De Bruijn - Recordman d'Europe de la moyenne générale

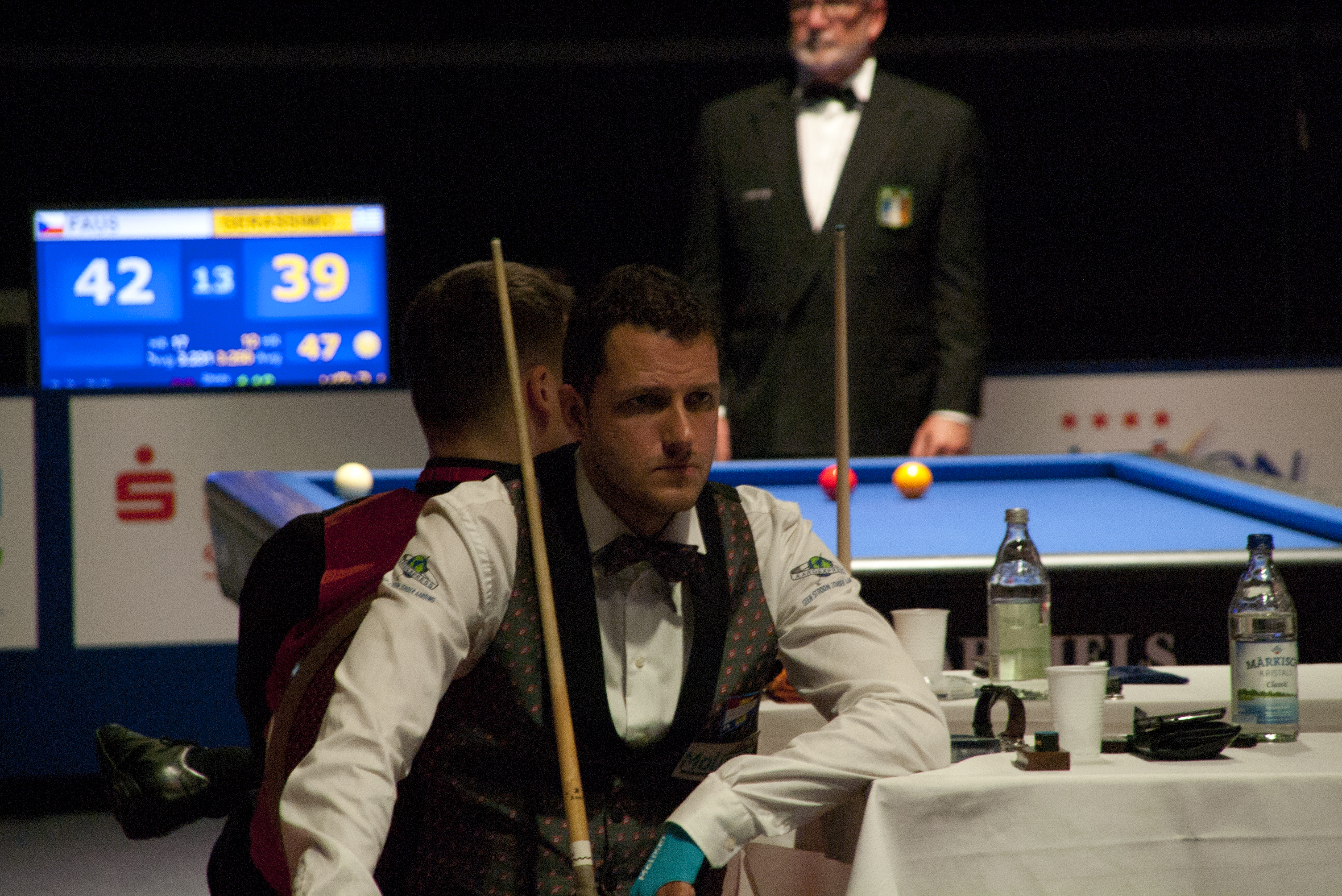
Dave Christiani - Quintuple champion d'Europe en titre

Liste des champions d'Europe de la CEB à la bande. [réf. incomplète],[réf. incomplète]
| Année | Ville hôte         | Vainqueur                  | Moyenne générale |
| ----- | ------------------ | -------------------------- | ---------------- |
| 1950  | Alger              | Ernst Reicher (1)          | 4,54             |
| 1951  | Barcelone          | René Vingerhoedt (1)       | 3,78             |
| 1952  | Madrid             | René Vingerhoedt (2)       | 3,88             |
| 1953  | Valence            | Joaquim Domingo (1)        | 3,44             |
| 1954  | Sarrebruck         | Walter Lutgehetmann (1)    | 5,15             |
| 1955  | Idar-Oberstein     | August Tiedtke (1)         | 4,42             |
| 1956  | Lisbonne           | Emile Wafflard (1)         | 4,52             |
| 1957  | Groningue          | René Vingerhoedt (3)       | 5,4              |
| 1958  | Leuven             | René Vingerhoedt (4)       | 5,47             |
| 1959  | Oberhausen         | René Vingerhoedt (5)       | 5,92             |
| 1960  | Terrassa           | René Vingerhoedt (6)       | 5,42             |
| 1963  | Lisbonne           | Raymond Ceulemans (1)      | 6,60             |
| 1964  | Le Helder          | Raymond Ceulemans (2)      | 7,20             |
| 1965  | Montecatini Terme  | Raymond Ceulemans (3)      | 6,22             |
| 1966  | Krefeld            | Raymond Ceulemans (4)      | 10,62            |
| 1967  | Anvers             | Raymond Ceulemans (5)      | 12,72            |
| 1969  | Alghero            | Raymond Ceulemans (6)      | 12,06            |
| 1970  | Apeldoorn          | Raymond Ceulemans (7)      | 9,85             |
| 1971  | Eupen              | Ludo Dielis (1)            | 10,76            |
| 1972  | Mol                | Ludo Dielis (2)            | 11,38            |
| 1973  | Vienne             | Ludo Dielis (3)            | 12,61            |
| 1974  | Zandvoort          | Ludo Dielis (4)            | 11,96            |
| 1975  | Grenade            | Christ Van Der Smissen (1) | 8,38             |
| 1976  | Moyeuvre-Grande    | Christ Van Der Smissen (2) | 8,14             |
| 1977  | Bottrop            | Raymond Ceulemans (8)      | 12,84            |
| 1978  | Zelzate            | Raymond Ceulemans (9)      | 13,37            |
| 1979  | Emmeloord          | Raymond Ceulemans (10)     | 11,73            |
| 1980  | Hambourg           | Ludo Dielis (5)            | 14,73            |
| 1981  | Hetchel            | Ludo Dielis (6)            | 14,72            |
| 1982  | Emmeloord          | Christ Van Der Smissen (3) | 10,93            |
| 1983  | Madrid             | Ludo Dielis (7)            | 13,46            |
| 1984  | Franeker           | Raymond Ceulemans (11)     | 10,13            |
| 1985  | Épinal             | Raymond Ceulemans (12)     | 12,16            |
| 1986  | Dülmen             | Raymond Ceulemans (13)     | 10,97            |
| 1987  | Mondorff           | Franz Stenzel (1)          | 9,68             |
| 1988  | Groningue          | Christ Van Der Smissen (4) | 8,82             |
| 1990  | Bottrop            | Frédéric Caudron (1)       | 9,22             |
| 1991  | Mondorff           | Frédéric Caudron (2)       | 6,46             |
| 1992  | Grubbenvorst       | Fabian Blondeel (1)        | 7,77             |
| 1993  | Wijchen            | Frédéric Caudron (3)       | 11,00            |
| 1994  | Wijchen            | Fonsy Grethen (1)          | 11,35            |
| 1995  | Wijchen            | Wolfgang Zenkner (1)       | 12,00            |
| 1996  | Wijchen            | Stephan Horvath (1)        | 6,89             |
| 1997  | Wijchen            | Martin Horn (1)            | 7,21             |
| 1998  | Wijchen            | Martin Horn (2)            | 7,82             |
| 1999  | Wijchen            | Fonsy Grethen (2)          | 12,98            |
| 2000  | Hooglede           | Fabian Blondeel (2)        | 12,50            |
| 2001  | Duisbourg          | Jean Paul De Bruijn (1)    | 11,71            |
| 2002  | Wijchen            | Jean Paul De Bruijn (2)    | 14,59            |
| 2003  | Amsterdam          | Jean Paul De Bruijn (3)    | 8,82             |
| 2004  | Cervera            | Alain Remond (1)           | 12,50            |
| 2005  | Aalten             | Jean Paul De Bruijn (4)    | 16,85            |
| 2006  | Courtrai           | Jean Paul De Bruijn (5)    | 25,86            |
| 2007  | Cervera            | Jean Paul De Bruijn (6)    | 21,43            |
| 2008  | Carvin             | Frédéric Caudron (4)       | 13,93            |
| 2009  | Wijchen            | Frédéric Caudron (5)       | 16,81            |
| 2010  | Llinars del Vallès | Wolfgang Zenkner (2)       | 12,04            |
| 2011  | Haarlo             | Frédéric Caudron (6)       | 11.80            |
| 2012  | Cervera            | Frédéric Caudron (7)       | 16,81            |
| 2013  | Brandenbourg       | Frédéric Caudron (8)       | 11,76            |
| 2015  | Brandenbourg       | Frédéric Caudron (9)       | 14,74            |
| 2017  | Brandenbourg       | Frédéric Caudron (10)      | 17,50            |
| 2019  | Brandenbourg       | Dave Christiani (1)        | 8,00             |
| 2022  | Paiporta           | Bernard Baudoin (1)        | 6,75             |
| 2023  | Antalya            | Raul Cuenca                | 6,36             |
| 2024  | Cervera            | Arnim Kahofer              | 8,44             |

## Records

### Record de moyenne générale
| Joueur              | Année | Moyenne générale |
| ------------------- | ----- | ---------------- |
| Jean Paul De Bruijn | 2006  | 25,86            |

### Record de victoire

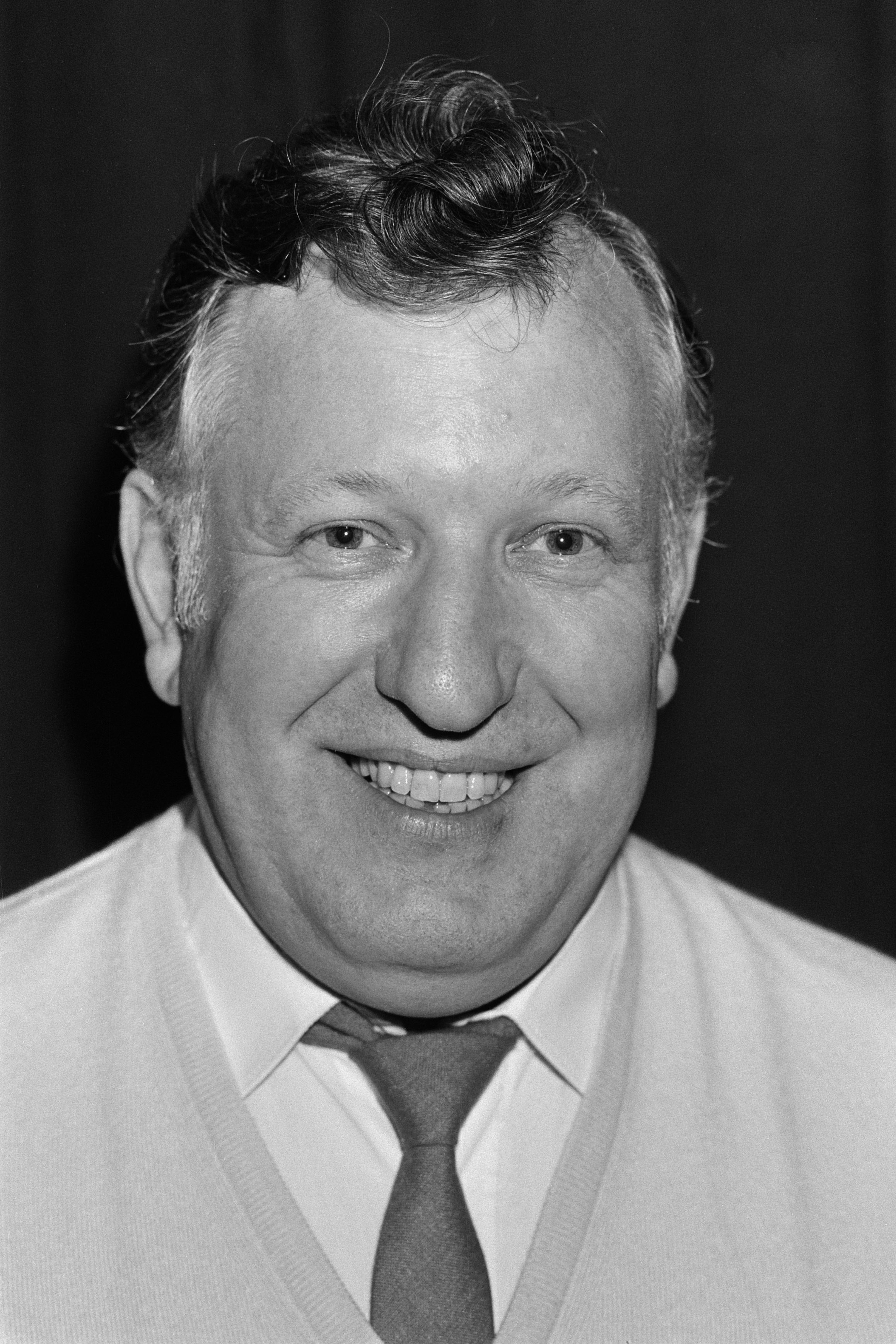
Raymond Ceulemans - Recordman du nombre de victoires

| Joueurs                | Nombre de victoires |
| ---------------------- | ------------------- |
| Raymond Ceulemans      | 13                  |
| Frédéric Caudron       | 10                  |
| Ludo Dielis            | 7                   |
| René Vingerhoedt       | 6                   |
| Jean Paul De Bruijn    | 6                   |
| Christ Van Der Smissen | 4                   |
| Martin Horn            | 2                   |
| Fonsy Grethen          | 2                   |
| Fabian Blondeel        | 2                   |
| Wolfgang Zenkner       | 2                   |
| Alain Remond           | 1                   |
| Bernard Baudoin        | 1                   |
| Dave Christiani        | 1                   |
| Stephan Horvath        | 1                   |
| Franz Stenzel          | 1                   |
| Ernst Reicher          | 1                   |
| Joaquim Domingo        | 1                   |
| Walter Lutgehetmann    | 1                   |
| August Tiedtke         | 1                   |
| Emile Wafflard         | 1                   |

### Record de victoire par nationalité
| Pays       | Nombre de victoires |
| ---------- | ------------------- |
| Belgique   | 37                  |
| Pays-Bas   | 10                  |
| Allemagne  | 8                   |
| Autriche   | 3                   |
| Luxembourg | 2                   |
| France     | 2                   |
| Espagne    | 2                   |